# 가쇼 (848년)
가쇼(일본어: 嘉祥)는 일본의 연호 중 하나이다. 한자는 읽는 방법에 따라 '가조'(かじょう)라고도 읽을 수 있다.
- 전후 : 조와(承和) 이후 - 닌주(仁寿) 이전
- 시기 : 848년~850년
- 천황 : 닌묘 천황, 몬토쿠 천황

## 개원
- 조와 15년 6월 13일(율리우스력 848년 7월 16일)에 개원되어
- 가쇼 4년 4월 28일(율리우스력 851년 6월 1일) 닌주로 개원되었다.

## 출전
『진서』의 「嘉祥致天和 膏澤隆靑雲」

## 서력과의 대조표
| 가쇼        | 원년       | 2년        | 3년        | 4년        |
| ----------- | ---------- | ---------- | ---------- | ---------- |
| 서기 (西紀) | 848년      | 849년      | 850년      | 851년      |
| 간지 (干支) | 무진(戊辰) | 기사(己巳) | 경오(庚午) | 신미(辛未) |

## 같이 보기
- 일본의 연호 일람

| 이전 조와 | 일본의 연호 848년 ~ 850년 | 다음 닌주 |